# ХК Војводина
Хокејашки клуб Војводина је српски хокејашки клуб из Новог Сада и део је СД Војводина.

## Историјат
Клуб је део спортског друштва Војводина и основан је 1957. године. До осамостаљења Србије седам пута је био првак државе, а 2009. године је освојио регионалну Панонску лигу. 
Дана 24. марта 2009. у великом пожару су изгореле просторије клуба у хали СПЕНС, када је такође изгорела комплетна опрема клуба. Због настале штете Војводина је морала да се повуче из финала доигравања, па је ХК Партизан освојио титулу.
Након шестогодишње паузе клуб се вратио такмичењу у сезони 2015/16. утакмицом против Тисе волан у Сегедину.
Први пут од осамостаљења Србије, а укупно осми пут, Војводина је постала првак у сезони 2021/22 победом 2-1 у серији против Црвене звезде.

## Успеси
| Такмичење                | Такмичење                | Број                     | Година                                                                  |                          |                          |
| Национално првенство - 8 | Национално првенство - 8 | Национално првенство - 8 | Национално првенство - 8                                                | Национално првенство - 8 | Национално првенство - 8 |
| ------------------------ | ------------------------ | ------------------------ | ----------------------------------------------------------------------- | ------------------------ | ------------------------ |
| Првенство СРЈ / СЦГ      | Првак                    | 7                        | 1997/98, 1998/99, 1999/00, 2000/01, 2001/02, 2002/03, 2003/04.          |                          |                          |
| Првенство СРЈ / СЦГ      | Други                    | 2                        | 1995/96, 1996/97.                                                       |                          |                          |
| Првенство Србије         | Првак                    | 1                        | 2021/22                                                                 |                          |                          |
| Првенство Србије         | Други                    | 8                        | 2004/05, 2006/07, 2008/09, 2017/18, 2018/19, 2019/20, 2020/21, 2022/23. |                          |                          |
| Национални куп - 3       |                          |                          |                                                                         |                          |                          |
| Куп СР Југославије       | Победник                 | 3                        | 1999, 2000, 2001.                                                       |                          |                          |
| Куп СР Југославије       | Финалиста                | ?                        |                                                                         |                          |                          |
| Регионална такмичења     |                          |                          |                                                                         |                          |                          |
| Панонска лига            | Победник                 | 1                        | 2008/09.                                                                |                          |                          |
| Панонска лига            | Финалиста                | 0                        | /                                                                       |                          |                          |